# American IV: The Man Comes Around
American IV: The Man Comes Around é o quarto álbum da série American por Johnny Cash, lançado em 2002. A maior parte das faixas são covers executados por Cash, em seu próprio estilo, com a ajuda do produtor Rick Rubin. Cash contou com backing vocals de vários artistas, como Fiona Apple, Nick Cave e Don Henley. Este foi o último álbum lançado por Cash em vida, sendo também o primeiro álbum a vender mais de 500 mil cópias em 30 anos.
O videoclipe da faixa Hurt, escrita por Trent Reznor do Nine Inch Nails em 1994, teve sete indicações no MTV Video Music Awards de 2003, vencendo como melhor cinematografia. Em fevereiro de 2003, poucos dias antes de seu aniversário de 71 anos, Cash ganhou outro Grammy por melhor performance vocal masculina em Give My Love to Rose, uma canção gravada originalmente por Cash no final dos anos 50. O videoclipe de Hurt ganhou ainda um Grammy por melhor vídeo curto em 2004.
Trent Reznor do Nine Inch Nails admitiu que no início se sentiu lisonjeado, mas teve receio que "a ideia (de Cash fazer um cover de Hurt) soava meio apelativa", mas quando ele ouviu a canção e viu o videoclipe pela primeira vez, disse que ficou profundamente comovido e achou o cover de Cash belo e cheio de significado, chegando a dizer que "esta canção não é mais minha".
| Críticas profissionais                                                      | Críticas profissionais |
| Avaliações da crítica                                                       | Avaliações da crítica  |
| Fonte                                                                       | Avaliação              |
| --------------------------------------------------------------------------- | ---------------------- |
| All Music Guide                                                             | [ 2 ]                  |
| Esta tabela precisa de ser acompanhada por texto em prosa. Consulte o guia. |                        |

## Faixas
| N.º            | Título                                | Compositor(es)      | Duração |  |
| 1.             | "The Man Comes Around"                | Johnny Cash         | 4:26    |  |
| 2.             | "Hurt"                                | Trent Reznor        | 3:38    |  |
| 3.             | "Give My Love to Rose"                | Cash                | 3:28    |  |
| 4.             | "Bridge Over Troubled Waters"         | Paul Simon          | 3:55    |  |
| 5.             | "I Hung My Head"                      | Sting               | 3:53    |  |
| 6.             | "The First Time I Ever Saw Your Face" | Ewan MacColl        | 3:52    |  |
| 7.             | "Personal Jesus"                      | Martin Gore         | 3:20    |  |
| 8.             | "In My Life"                          | Lennon / McCartney  | 2:57    |  |
| 9.             | "Sam Hall"                            | Tex Ritter          | 2:40    |  |
| 10.            | "Danny Boy"                           | Frederick Weatherly | 3:19    |  |
| 11.            | "Desperado"                           | Frey / Henley       | 3:13    |  |
| 12.            | "I'm So Lonesome I Could Cry"         | Hank Williams       | 3:03    |  |
| 13.            | "Tear Stained Letter"                 | Cash                | 3:41    |  |
| 14.            | "Streets of Laredo"                   | (tradicional)       | 3:33    |  |
| 15.            | "We'll Meet Again"                    | Charles / Parker    | 2:58    |  |
| Duração total: | Duração total:                        | Duração total:      | 51:55   |  |

| Faixas bônus da versão em vinil |                   |                |         |  |
| N.º                             | Título            | Compositor(es) | Duração |  |
| 16.                             | "Big Iron"        | Jimmy Webb     | 3:55    |  |
| 17.                             | "Wichita Lineman" | Marty Robbins  | 3:03    |  |
| Duração total:                  | Duração total:    | Duração total: | 58:53   |  |